# Molly Soda
Amalia Soto (* 1989 in San Juan, Puerto Rico), bekannt als Molly Soda, ist eine online Performancekünstlerin, die in Brooklyn lebt und arbeitet.
Sodas Arbeiten finden auf unterschiedlichen digitalen Plattformen statt, wo sie Selfie Videos, GIFs, Zines und online Performances veröffentlicht. Diese Werke werden sowohl online als auch in Galerien gezeigt. Molly Sodas Arbeiten erforschen die technologische Vermittlung des Selbstkonzepts, Feminismus, Cyberfeminismus, Massenmedien und Popkultur in sozialen Medien. Molly Soda ist gemeinsam mit Arvida Byström die Herausgeberin des Buches Pics or It Didn't Happen: Images Banned from Instagram (2017).

## Biografie
Molly Soda wurde 1989 in San Juan, Puerto Rico geboren und ist in Indiana Bloomington aufgewachsen. 2011 schloss sie ihren BFA in Fotografie und Imaging an der Tisch School of the Arts in New York City ab. Soda sagt von Künstlerinnen wie Marina Abramović und Carolee Schneemann beeinflusst und inspiriert zu sein. Seit 2011 arbeitete sie in Chicago, Detroit und New York.

## Berühmtheit
Bereits als Teenager begann Molly Soda zu bloggen. In den späten 2000er Jahren gewann ihr Tumblr blog auch außerhalb der Plattform an Aufmerksamkeit und erlangte auf der Website und auf weiteren Social-Media-Plattformen Bekanntheit. Sie wurde zu einer Internetcelebrity in diesem Bereich, bekannt für ihre Kunst im Stil von Teenager-Geständnissen und für ihre weithin nachgeahmte persönliche Ästhetik in mehreren Online-Subkulturen. 2011 war sie an der Entstehung der Seapunk-Subkultur beteiligt, und trat manchmal als  Backgroundtänzerin  für die Musikerin Grimes auf.

## Arbeiten
Molly Soda wurde erstmals für ihre College-Abschlussarbeit „Tween Dreams“ ausgezeichnet.  Bei der Arbeit handelt es sich um eine YouTube-Videoserie, die später auf VHS veröffentlicht wurde. Sie handelt von einer Gruppe jugendlicher Freunde, die in einem Vorort aufwachsen und dem Drama von High-School-Tänzen, Chatroom-Streits und sich in den 2000er Jahren mit Jungs im Einkaufszentrum treffen. Soda war die einzige Schauspielerin in dem Werk und spielte alle Rollen selbst.
Sodas Webcam-Video „Inbox Full“ aus dem Jahr 2013 wurde auf der, von Kuratorin Lindsay Howard organisierten, Tumblr-Auktion für digitale Kunst präsentiert. „Inbox Full“ ist eine zehnstündige Ausdauerperformance und ein Videostück. Es werden Nachrichten aus ihrem Tumbler Postfach diktiert und Howard beschreibt ihre Selbstdarstellung als erfrischend zwischen all den kuratierten Online-Persönlichkeiten.
Im Jahr 2015 veröffentlichte Molly Soda im Rahmen ihres laufenden Kunstprojekts „Should I Send This?“ ihre eigenen Nackt-Selfies und brachte zum Ausdruck, dass Frauen sich selbst spüren sollten und Kontrolle über die Art und Weise übernehmen sollten, wie sie in den Medien und der Kunst durch die Fotografie dargestellt werden.
Im „Virtual Spellbook“ (2015), das sie auf der Internetplattform NewHive veröffentlichte, befasst sie sich mit der Handlungsfähigkeit innerhalb der Technologie und macht sich gleichzeitig über die traditionell weibliche Perspektive von Wicca lustig, indem sie eine Reihe interaktiver Zaubersprüche zum Umgang mit Technologie erstellt.
In ihrer Arbeit „From My Bedroom to Yours“ aus dem Jahr 2015 kombinierte Soda die Tumblr-Ästhetik, Kitsch und Internetkultur in einem konfessionellen Raum, der ihr eigenes Schlafzimmer/Studio widerspiegelte, um ihre Verletzlichkeit zu demonstrieren. Soda hat die Galerie so gestaltet, dass sie wie ein privater Raum wirkt und behandelt einen physischen Galerieraum anders als ihre Online-Präsenz, als ob die Leute die Dinge im wirklichen Leben irgendwie ernster nehmen würden. Mit „From My Bedroom to Yours“ kombinierte Soda Tween-Tumblr-Ästhetik, Kitsch und die vermeintlich anspruchslose Internetkultur mit einer Art ungemachtem, aber gemachtem Konfessionalismus, um durch die Nachbildung von Sodas eigenem Schlafzimmer in der Galerie Intimität zu schaffen.
Molly Soda hat sowohl in den Vereinigten Staaten als auch international mit Einzelausstellungen in New York (Jack Barrett), Los Angeles (Leiminspace), Bloomington (Breezeway Gallery) und London, England (Annka Kultys Gallery) ausgestellt. Sie wurde in einem Augmented-Reality-Projekt in Zusammenarbeit mit Nicole Ruggiero und dem Berliner Kollektiv Refrakt mit dem Lumen-Gründerpreis 2017 ausgezeichnet.

## Ausstellungen (Auswahl)
- 2015, From my Bedroom to yours, Annaka Kultys, London[25]
- 2016, Zero Zero, Annaka Kultys, London
- 2016, Comfort Zone, Annaka Kultys, London
- 2017, ] [ , Annaka Kultys, London
- 2017, I'm Just Happy to Be Here, Jack Berrett, New York[26]
- 2018, Virtual Normality, Museum der bildenden Künste Leipzig[27]
- 2018, ME AND MY GURLS, Annaka Kultys, London
- 2020, You got this, Jack Berrett, New York
- 2022, Planetary Atoll, panke.gallery, Berlin[28]
- 2022, Cleaning my Desktop, /rosa, Berlin[29]